# Kaprije (Šibenik)
Kaprije es una localidad de Croacia en el ejido de la ciudad de Šibenik, condado de Šibenik-Knin.

## Geografía
Se encuentra a una altitud de 6 m s. n. m. a 374 km de la capital nacional, Zagreb.

## Demografía
En el censo 2011 el total de población de la localidad fue de 189 habitantes.
| Gráfica de población de Kaprije 1857-2011                           |
|                                                                     |
| Según los censos de población de la oficina estadística de Croacia. |